# 프레데 리케
리케 (Rike, 1998년 ~ )는 독일 국적의 모델이다. 독일 뮌스터에서 나고 자랐으며, 2018년 대학을 졸업한 이후 패션 모델로서 일하기 위해 대한민국에 왔다. 대한민국에서 온라인 쇼핑몰 "츄(chuu)"와 계약하여 "클로에", "김애란"이라는 예명으로 활동하며 화제가 되었지만, 공개된 사진들은 혹독한 식단 관리와 포토샵 작업의 결과물로 생성된 것이었고, 리케는 회사의 학대와 갑질, 일상생활에까지 이어지는 철저한 간섭이 있었음을 폭로하며 독일로 돌아갔다. 리케는 1년 뒤 한국으로 돌아와 본명으로 활동 중이다.